# Медичне

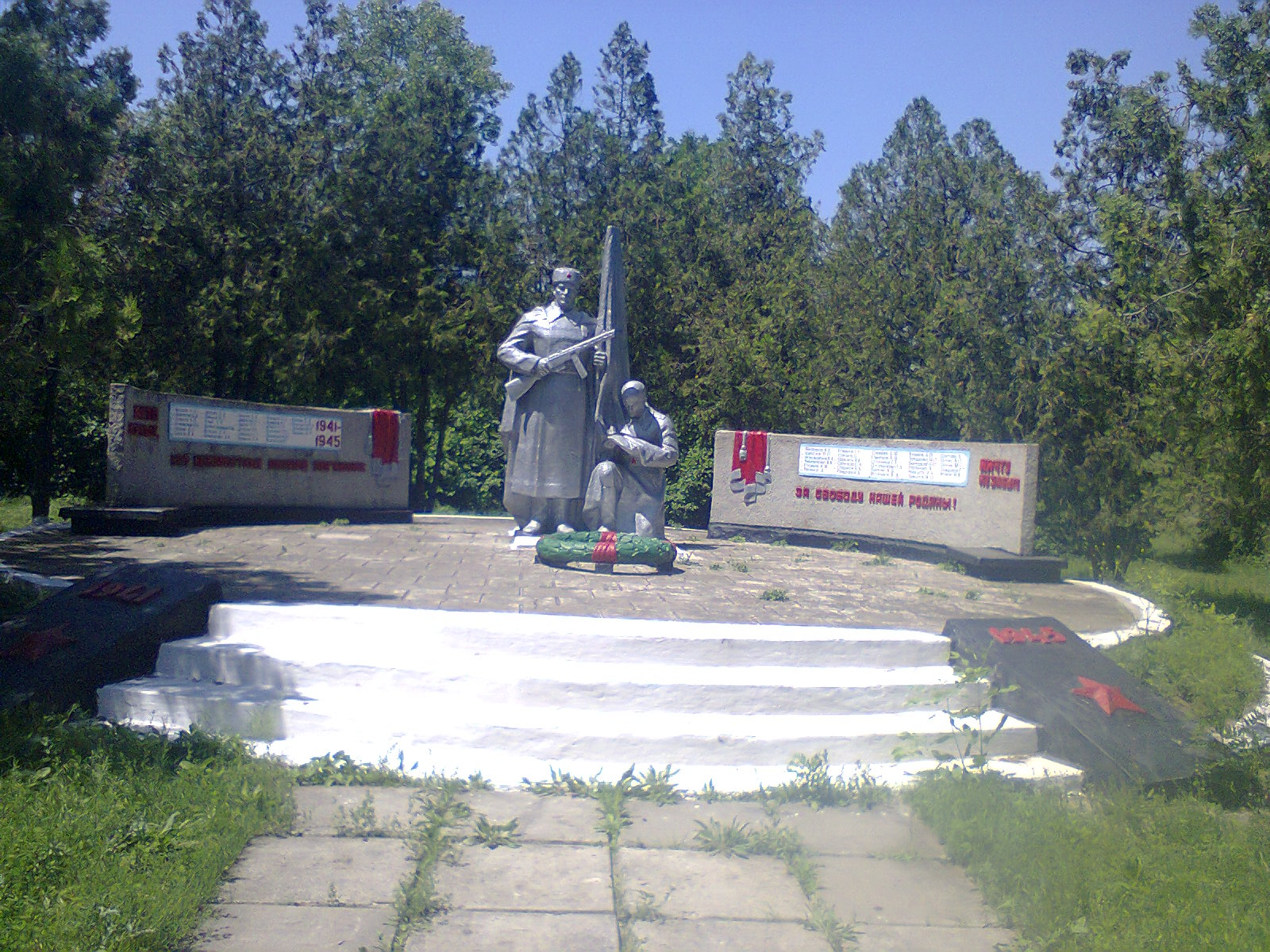
Меморіал у с. Медичне

Меди́чне (до 1991 року Трудколонія) —  село в Україні, у Дубовиківській сільській громаді Синельниківського району Дніпропетровської області. Населення становить 558 осіб (2025).

## Географія
Село Медичне розташоване на сході Васильківського району за 2,5 км від лівого берега річки Чаплина. На півдні межує з селом Дубовики, на північному сході з селом Дачне, на півночі з селом Бровки та на південному заході з селом Артемівка.

## Історія
- Населений пункт з назвою «Трудколония», є на топографічній карті «РККА M-37 (В) • 1 км. Харьковская, Донецкая, Луганская и Днепропетровская области» за 1941 рік[1].
- В 1942 році під час окупації села німецько-фашистськими загарбниками, гітлерівці знищили 200 хворих на території Васильківської обласної психіатричної лікарні[2].
- 03 червня 1991 — село Трудколонія перейменоване в село Медичне[3].
- 12 червня 2020 року, відповідно до розпорядження Кабінету Міністрів України № 709-р від «Про визначення адміністративних центрів та затвердження територій територіальних громад Дніпропетровської області», увійшло до складу Дубовиківської сільської громади[4].
- 19 липня 2020 року, в результаті адміністративно-територіальної реформи та ліквідації Васильківського району, село увійшло до складу новоутвореного Синельниківського району[5].

## Населення

### Мова
Розподіл населення за рідною мовою за даними перепису 2001 року:
| Мова            | Кількість | Відсоток |
| --------------- | --------- | -------- |
| українська      | 703       | 98.74%   |
| російська       | 5         | 0.70%    |
| інші/не вказали | 4         | 0.56%    |
| Усього          | 712       | 100%     |

## Об'єкти соціальної сфери
- Меморіал воїнам визволителям радянської армії;
- Паркова зона (стадіон);
- Дитячий садок «Теремок».

## Економіка
- Васильківський психоневрологічний будинок-інтернат.